# Pabellón de la Compañía Trasatlántica
El Pabellón de la Compañía Trasatlántica fue un edificio modernista construido por Antoni Gaudí para la Exposición Universal de Barcelona de 1888. Estaba situado en la Sección Marítima del certamen,  junto a un faro construido también para la ocasión. Fue derribado en fecha indeterminada.
Esta obra se enmarcó en la etapa orientalista de Gaudí (1883-1888), periodo en que el arquitecto realizó una serie de obras de marcado gusto oriental, inspiradas en el arte del Próximo y Lejano Oriente (India, Persia, Japón), así como en el arte islámico hispánico, principalmente el mudéjar y nazarí. Gaudí empleó con gran profusión la decoración en azulejo cerámico así como los arcos mitrales, cartelas de ladrillo visto y remates en forma de templete o cúpula.

## Historia y descripción

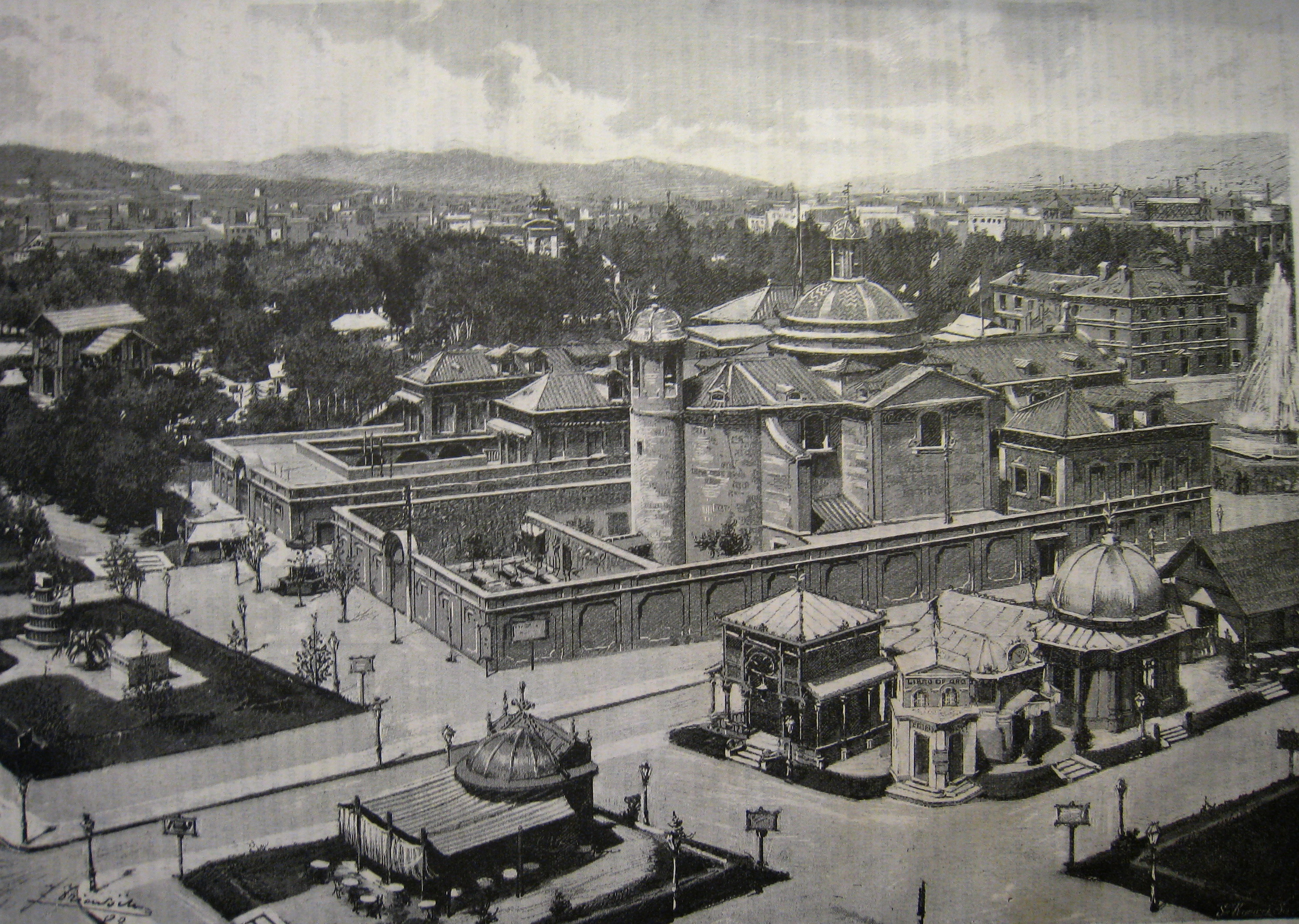
Vista general de la Exposición Universal de Barcelona (1888).

La Exposición Universal de 1888 fue un gran acontecimiento urbanístico y social gracias al cual se urbanizó una gran extensión de terreno que comprendía desde el parque de la Ciudadela —tras el derribo de la fortaleza militar y la cesión de los terrenos a la ciudad en 1869— hasta la Barceloneta, y se mejoraron infraestructuras en toda la ciudad. La exposición se pudo ver desde el 11 de abril hasta el 9 de diciembre de 1888, y contó con la asistencia de dos millones de visitantes. Estaba formada por varios edificios oficiales y numerosos pabellones, con una amplia representación internacional y de las principales empresas de la Ciudad Condal. Tras su cierre, quedaron en pie varios edificios, como el Castillo de los Tres Dragones (actual Museo de Zoología), el Invernáculo y el Umbráculo, así como el Arco de Triunfo que servía de entrada a la exposición y el Monumento a Colón. También se construyeron otros edificios como el Palacio de Justicia y el mercado del Borne. Con esta celebración, Barcelona aprendió que la organización de grandes eventos internacionales no sólo le facilitaba la urbanización de la ciudad, sino que le reportaba multitud de visitantes y proyección internacional. Por otro lado, el certamen fue el punto de partida del modernismo catalán, el nuevo estilo que dominó el panorama artístico entre finales del siglo XIX y principios del xx.
El Pabellón de la Compañía Trasatlántica se encontraba en la Sección Marítima, unos terrenos situados junto al mar, unidos al parque de la Ciudadela por el recién construido puente de la Marítima, que salvaba las líneas de ferrocarril que conectaban Barcelona con el norte. Otros pabellones de esta sección fueron los de Administración Militar, Asilo Naval, Salvamento de náufragos, Efectos Navales, Minería, Electricidad y la Vaquería Suiza, actualmente una escuela. Asimismo, en el paseo de Colón se erigió el Hotel Internacional, obra de Lluís Domènech i Montaner, derruido tras la finalización de la Exposición.

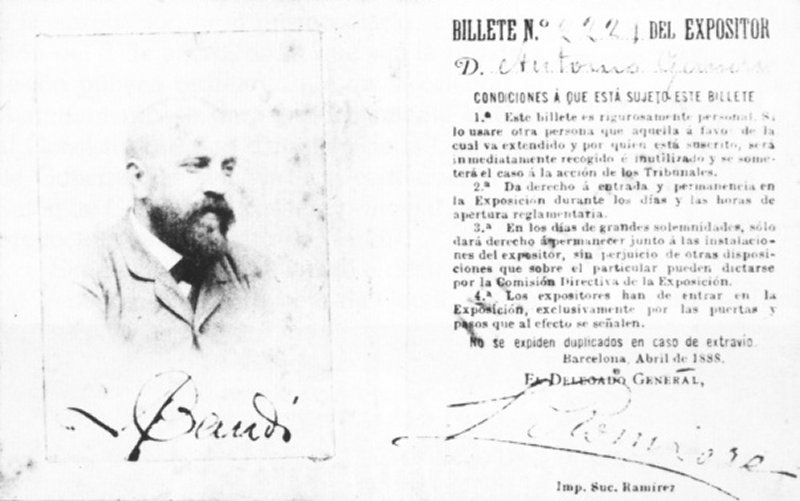
Carné de expositor de Gaudí para la Exposición Universal.

La Compañía Trasatlántica era propiedad de Antonio López y López, marqués de Comillas, un empresario y banquero cántabro que hizo su fortuna en Cuba. Dedicada al transporte marítimo, cubría diversas rutas con América, África y Filipinas, y tenía su sede en Santander, aunque en Barcelona tenía una importante delegación. Antonio López era suegro de Eusebi Güell, el mecenas de Gaudí, por lo que probablemente el arquitecto recibió este encargo.

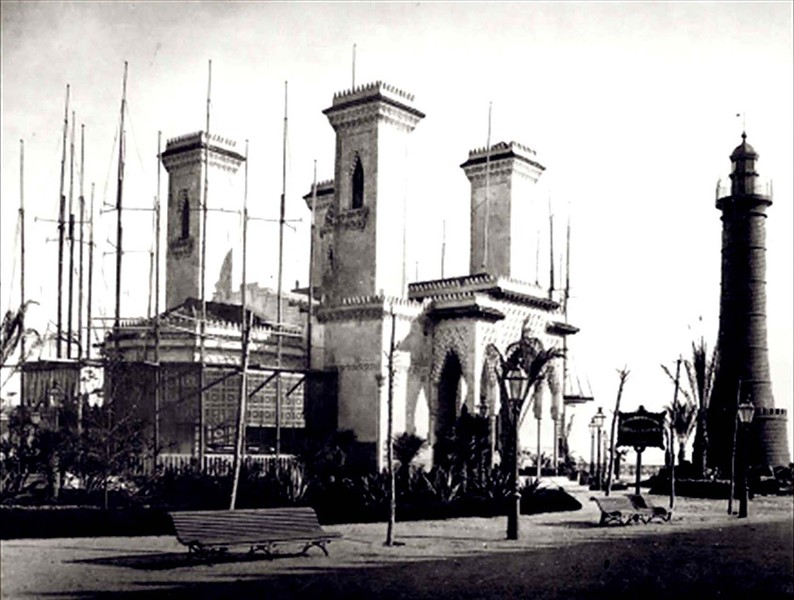
Otra imagen del pabellón, a la derecha se ve el faro.

El pabellón construido por Gaudí tenía un precedente inmediato en otro promovido por la naviera para la Exposición Marítima de Cádiz de 1887, obra del maestro de obras murciano Adolfo García Cabezas. Aunque seguía un esquema similar, su equivalente en Barcelona presentó notables diferencias, debido sin duda a la intervención gaudiniana. El pabellón gaditano medía 30 x 14 m, y tenías tres salones, uno central y dos a los lados de forma poligonal, así como una torre con cúpula cubierta de tejas de escama de pez confeccionadas en azulejo policromo. El interior estaba inspirado en los camarotes de barco. En cambio, el pabellón barcelonés, aunque inspirado en el anterior —el diario La Ilustración lo definió como «el café árabe que tanto llamó la atención en la exposición de Cádiz»—, presentaba numerosas variaciones: Gaudí diseñó el pabellón en estilo nazarí granadino, con arcos de herradura y decoración de estuco. Cambió el cuerpo de entrada y el pórtico, y añadió cuatro torres; también incorporó unas persianas basculantes de madera entre gallardetes que dieron un aspecto totalmente nuevo a la construcción. El pórtico de entrada estaba inspirado en el patio de los Leones de la Alhambra de Granada. Las torres, semejantes a minaretes, estaban adornadas con atauriques y coronadas por una doble cornisa de modillones y almenas. La fachada se completaba con una serie de mástiles con gallardetes y persianas de celosía, similares a las diseñadas por Gaudí para la finca Güell y la casa Vicens.
El pabellón subsistió un tiempo, hasta que fue derribado en una fecha incierta: según una versión, podría haber sido desmontado nada más acabar la exposición; según otra, desapareció en los años 1920 para la construcción del Hospital del Mar; o bien, acorde a otra versión más, fue derruido en 1960 a causa de la apertura del paseo Marítimo de Barcelona.
Para la Exposición Universal Gaudí recibió también de parte del Ayuntamiento de Barcelona el encargo de la restauración del Salón de Ciento y de la Escalera de Honor de la Casa de la Ciudad, junto con la realización de un sillón para la reina regente María Cristina de Habsburgo; del proyecto solo se llevó a cabo el sillón que el alcalde Francisco de Paula Rius y Taulet regaló a la reina.